# Brasserie Motte-Cordonnier
 (avril 2021).
Si vous disposez d'ouvrages ou d'articles de référence ou si vous connaissez des sites web de qualité traitant du thème abordé ici, merci de compléter l'article en donnant les références utiles à sa vérifiabilité et en les liant à la section « Notes et références ».
La brasserie Motte-Cordonnier est située à Armentières dans le département du Nord (France). Le bâtiment le plus emblématique est inscrit au titre des monuments historiques en 1999 et 2009.

## Historique

### Brasserie
Un parchemin 1583 précise l'existence d'une activité de foulage de drap à l'emplacement où commence en 1650 l'histoire de la brasserie Motte-Cordonnier.
La brasserie, associée à une activité de malterie, est une entreprise familiale d'Armentières dans la région des Hauts-de-France. Les premières traces de cette brasserie datent de 1650. Appelée à cette époque brasserie de l'Étoile, elle rentre dans la famille Motte-Cordonnier en 1749.

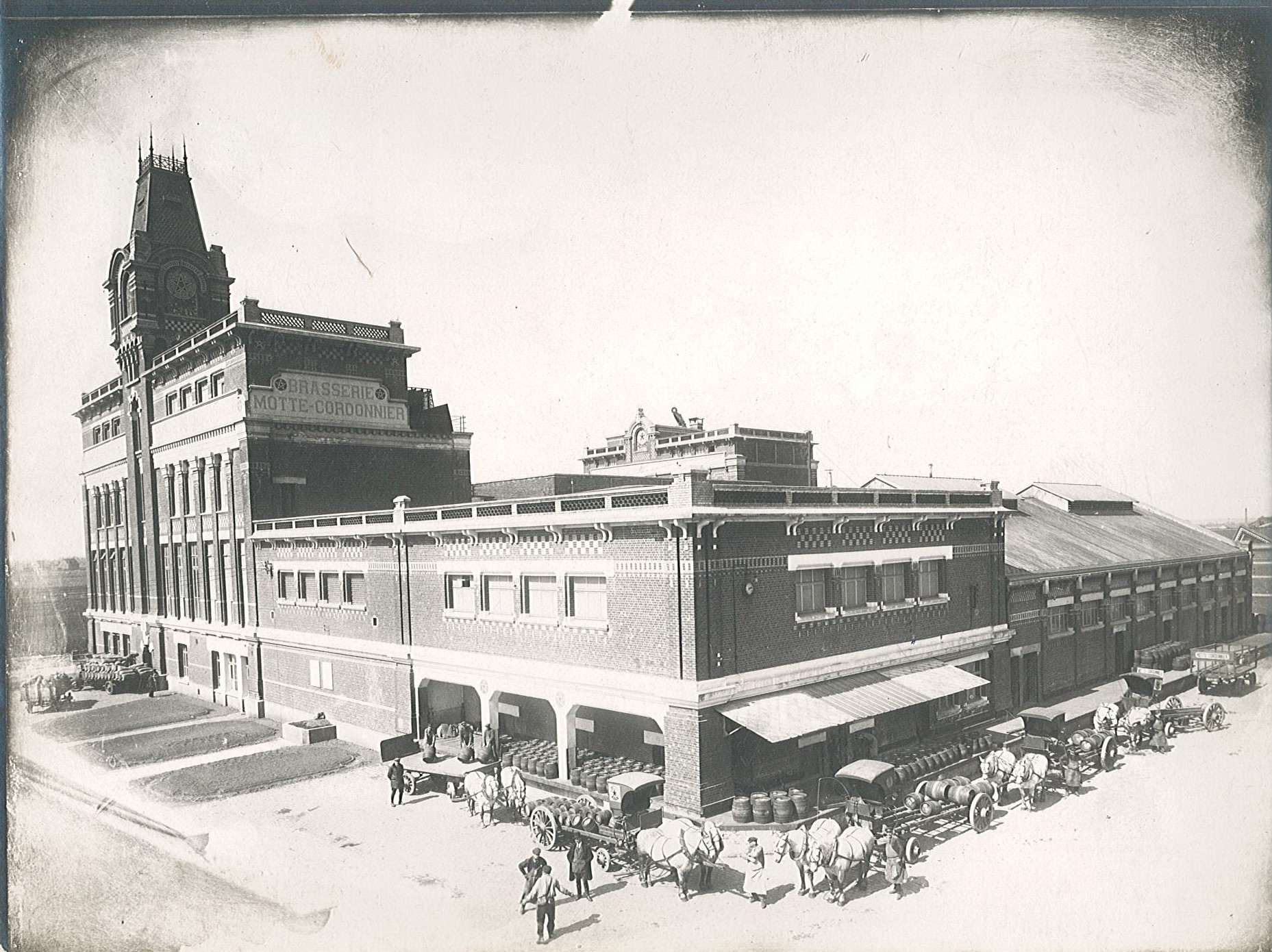
Photographie historique de la brasserie Motte-Cordonnier.

La brasserie ayant été victime de la Première Guerre mondiale en 1916-1917, René Motte la fait reconstruire en 1922 le long de la Lys, imaginant un château usine à l'extérieur d'Armentières. L'architecte retenu, Georges Forest, réalise une des plus grosses brasseries modernes du Nord de la France.

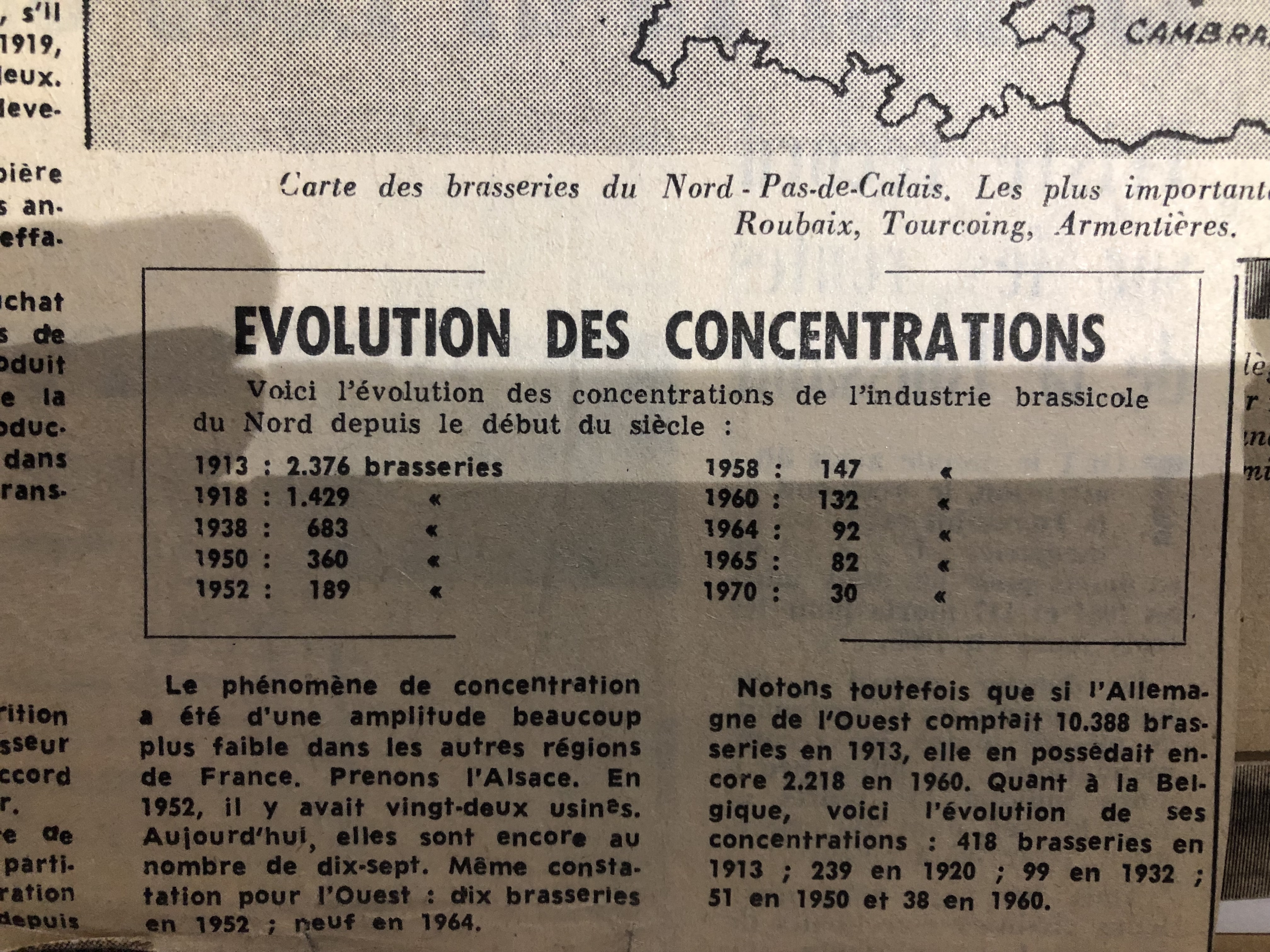
Évolution du nombre de brasseries (presse en 1970).

Dans les années 1970, le marché de la bière se structure autour de gros acteurs qui répondent a une consommation de masse avec une guerre prix/volume poussée par la grande distribution. La brasserie Motte-Cordonnier qui, à cette époque, était trop importante pour faire partie des micro brasseries et trop petite pour atteindre une taille critique, se fait racheter par la brasserie Artois.
En 2018, à la mort du dernier brasseur Motte-Cordonnier, Bertrand Motte, sa famille décide de relancer la marque.

### Reconversion
En parallèle, une opération de reconversion du site de l'ancienne brasserie, programme « Domaine Motte-Cordonnier », prévoit à l'horizon 2023, la création de 134 logements collectifs répartis sur deux bâtiments inscrits au titre des monuments historiques.
Une première phase consistant en la réhabilitation des bâtiments de la brasserie et de la malterie a permis l'aménagement d'une centaine de logements livrés en 2024. 
Le sort des magasins et quais, du bâtiment de l'administration et du grenier à moût sera abordé lors d'une seconde phase de travaux.

## Généalogie des entrepreneurs
En 1650, la brasserie de l'Étoile est située rue d'Erquinghem (actuelle rue de Dunkerque à Armentières) et permet d'accéder par l'arrière à un bras de la Lys. Le propriétaire est M. Valanton. Jean de Coussemacker (meurt en 1709) rachète la brasserie au décès de Valanton en 1678. Son fils, Jean-Baptiste de Coussemaker (1681 – 1744), qui n'a pas de descendance, lui succède.
Avec le nouveau propriétaire Jean-Baptiste Desmazières en 1749 (1717-1759), la brasserie entre alors dans la famille Motte-Cordonnier. Puis son fils Charles-Louis Desmazières épouse Christine Deledique. Charlotte Desmazières (1749-1810), épouse d'Antoine Ragnet (1750-1839), prend la relève en 1789. Leur fille Charlotte Ragnet (1793-1851) épouse Stanislas Bernard (1788-1817) et reprend l'affaire en 1810.
Charlotte Ragnet épouse en 2e noces en 1819 Auguste Cordonnier (né en 1784, fils du brasseur Cordonnier à Haubourdin). Leur fils Jean Cordonnier (né en 1823) développe la brasserie à partir de 1849.
En 1870, sa fille Camille Cordonnier épouse Edmond Motte (1844-1898) qui implante la brasserie de l'autre côté de la rue de Dunkerque et y fait construire une malterie en 1891 par l'architecte Émile Pilette. En 1898, René Motte (1875-1953) succède à son père ; il épouse Suzanne Voreux. Edmond Motte (1899-1986) reprend la brasserie en 1953 jusqu'en 1968. Edmond motte épouse Élizabeth Delesalle.
Bertrand Motte, travaillant au sein de la brasserie, en reprend les rênes en 1969. Il prend sa retraite en 1989. Elle est alors à ce moment le 3e groupe français grâce à son alliance avec le groupe Artois. À la mort de Bertrand Motte en 2018, sa famille relance la marque Motte-Cordonnier.
Entre 1749 et 1989, ce sont dix générations qui se sont succédé.

## Protection
En deux vagues, ce sont les façades et toitures des bâtiments suivants qui sont inscrits au titre des monuments historiques.
En 1999, l'incription concerne l'ancienne malterie et l'ancienne brasserie dont cage d'escalier et salle de brassage.
En 2019, la prootection est étendue aux bureaux de l'administration et à la maison du directeur, à la canetterie, à la station de pompage, à la salle de fermentation et au grenier à moût.

## Distinctions
En 2025, la brasserie remporte une médaille d'or pour la bière René au Concours général agricole.